# Chromocyphella muscicola
Chromocyphella muscicola är en svampart som först beskrevs av Elias Fries, och fick sitt nu gällande namn av Donk 1959. Enligt Catalogue of Life ingår Chromocyphella muscicola i släktet Chromocyphella,  och familjen Inocybaceae, men enligt Dyntaxa är tillhörigheten istället släktet Chromocyphella,  och familjen Chromocyphellaceae. Artens status i Sverige är: Osäker förekomst. Inga underarter finns listade.